# Жинеста
Жинеста́ (фр. Ginestas) — коммуна во Франции, находится в регионе Лангедок — Руссильон. Департамент коммуны — Од. Административный центр кантона Жинеста. Округ коммуны — Нарбонна.
Код INSEE коммуны — 11164.

## Население
Население коммуны на 2008 год составляло 1337 человек.
| 1962 | 1968 | 1975 | 1982 | 1990 | 1999 | 2008 |
| ---- | ---- | ---- | ---- | ---- | ---- | ---- |
| 879  | 981  | 769  | 740  | 887  | 1059 | 1337 |

## Экономика
В 2007 году среди 811 человек в трудоспособном возрасте (15—64 лет) 550 были экономически активными, 261 — неактивными (показатель активности — 67,8 %, в 1999 году было 65,1 %). Из 550 активных работали 477 человек (274 мужчины и 203 женщины), безработных было 73 (23 мужчины и 50 женщин). Среди 261 неактивного 63 человека были учениками или студентами, 120 — пенсионерами, 78 были неактивными по другим причинам.

## Достопримечательности
- Церковь Нотр-Дам-де-Валь
- Церковь Сен-Люк
- Музей головных уборов